# Christian Chauvel
Christian Chauvel, né le 16 juin 1925 à Nantes et mort le 6 novembre 2008 dans la même commune, est un homme politique français.

## Biographie
Élève de l'École supérieure de commerce et de l'Institut de droit de Nantes, il obtient un certificat de droit administratif à la Faculté de droit de Rennes.
Comptable du Trésor puis à l'Électricité de France, il adhère en 1950 à la SFIO. En 1958 et 1962, il est candidat aux élections législatives dans la 2e circonscription mais il est sévèrement battu. Il se présente aussi aux élections cantonales en 1958 et 1961 mais là aussi il est défait par des candidats de droite.
Élu au conseil municipal de Nantes en mars 1959, il devient six ans plus tard adjoint au maire radical André Morice puis en 1964, il entre au conseil général de la Loire-Atlantique en battant Michel Lucot dans le 6e canton de Nantes. En 1970, il est candidat dans le canton de Nantes-7 et bat le maire de Saint-Herblain Michel Chauty. Le canton dans lequel il était élu auparavant bascule quant à lui à droite avec la victoire du modéré Bernard Lerat.
En mars 1967, il est investi par la Fédération de la gauche démocrate et socialiste (FGDS) dans la 2e circonscription de la Loire-Atlantique et a pour suppléant Henri Forget. Au premier tour, il arrive en deuxième position derrière le député gaulliste sortant Albert Dassié et au second, il bat ce dernier, recueillant 51,55 % des suffrages exprimés. Sollicitant un nouveau mandat en 1968, il est cependant emporté par la vague gaulliste, Dassié reprenant son siège.
Il reprend la circonscription au même Dassié lors du scrutin de mars 1973. À l'Assemblée nationale, il siège dans le groupe du Parti socialiste et des radicaux de gauche et intègre les commissions de la défense nationale et de la production. Il est par ailleurs désigné conseiller régional en décembre de la même année.
Toujours adjoint au maire dans une municipalité de centre droit, il est membre du Parti socialiste dès sa création mais le rapprochement entre le PS de Mitterrand et le PCF de Marchais, à travers la signature du Programme commun, met les socialistes nantais dans une position délicate.
Opposé à ce rapprochement, il est exclu du Parti socialiste avec dix autres conseillers municipaux le 5 mai 1975 pour avoir refusé de rompre avec la majorité municipale et de créer un groupe d'opposition. Souhaitant rester dans le groupe socialiste et radical de gauche à l'Assemblée, il voit sa demande refusée par la FNESR, celle-ci considérant que Chauvel s'était mis de facto en retrait du parti. Il rejoint alors les non-inscrits.
Élu conseiller général du canton de Saint-Herblain en 1973, il adhère à la Fédération des socialistes démocrates (FSD) – parti fondé par des socialistes réformistes exclus du PS – en 1975. L'année suivante, il perd son siège à l'assemblée départementale, battu par Jean-Marc Ayrault.
Désormais membre du Parti social-démocrate, il est candidat à sa réélection lors des élections législatives de 1978 mais il est éliminé dès le premier tour, arrivant en cinquième position avec 6,52 % des voix.
Aux élections législatives de 1986, il est candidat sur la liste du parti trotskiste Mouvement pour un parti des travailleurs.

## Détail des fonctions et des mandats
Mandats parlementaires
- 12 mars 1967 – 30 mai 1968 : député de la 2e circonscription de la Loire-Atlantique
  - Membre du groupe de la Fédération de la gauche démocrate et socialiste (FGDS)
- 2 avril 1973 – 2 avril 1978 : député de la 2e circonscription de la Loire-Atlantique
  - Membre du groupe Parti socialiste et radicaux de gauche (PSRG)

Mandats locaux
- 1959 – 1965 : conseiller municipal de Nantes
- 1964 – 1970 : conseiller général du canton de Nantes-6
- 1965 – 1977 : adjoint au maire de Nantes
- 1970 – 1973 : conseiller général du canton de Nantes-7
- 1973 – 1976 : conseiller général du canton de Saint-Herblain.